# Pavel Badea
Pavel Badea (ur. 10 czerwca 1967 w Krajowie) – rumuński piłkarz występujący na pozycji pomocnika, reprezentant Rumunii w latach 1990–1992, polityk, przedsiębiorca oraz działacz sportowy.

## Kariera klubowa
Wychowanek klubu CS Universitatea Krajowa z rodzinnego miasta Krajowa. W sezonie 1983/84 włączono go do kadry pierwszego zespołu. 5 maja 1984 zadebiutował w Divizia A w wygranym 4:0 meczu z CS Târgoviște. Wkrótce po tym został na rok oddelegowany do Luceafărulu Bukareszt (Liga III), będącego de facto ośrodkiem szkoleniowym dla uzdolnionych młodych zawodników oraz zapleczem reprezentacji juniorskich. Po powrocie do CS Universitatea rozpoczął regularne występy. We wrześniu 1985 roku zadebiutował w rozgrywkach europejskich pucharów w przegranym 0:2 spotkaniu przeciwko AS Monaco FC w Pucharze Zdobywców Pucharów 1985/86. W styczniu 1991 roku wraz z pozostałymi piłkarzami wnioskował o przekształcenie sekcji piłki nożnej ze stowarzyszenia w spółkę kapitałową, co też nastąpiło. W sezonie 1990/91 wywalczył mistrzostwo Rumunii oraz krajowy puchar. Po zakończeniu rozgrywek sekcja piłkarska klubu została w niejasnych okolicznościach rozwiązana. Badea wskutek tego przeniósł się wraz z większością graczy i sztabu szkoleniowego do nowo powstałego FC Universitatea Krajowa, gdzie spędził sezon 1991/92.
W latach 1992–1995 był zawodnikiem FC Lausanne-Sport, w barwach którego zaliczył 100 spotkań w szwajcarskiej ekstraklasie. W rundzie wiosennej sezonu 1995/96 występował ponownie w FC Universitatea, gdzie zanotował 19 meczów i strzelił 4 gole. W latach 1996–1998 grał w południowokoreańskim klubie Suwon Samsung Bluewings, trenowanym przez Kim Ho. W sezonie 1996 dotarł do finału Pucharu Korei Południowej (porażka z Pohang Atoms w serii rzutów karnych) i zdobył wicemistrzostwo kraju, przegrywając w decydującym play-off z Ulsan Hyundai FC (1:0, 1:3). Został również wybrany do najlepszej jedenastki rozgrywek. W sezonie 1997/98 dotarł z Samsung Bluewings do finału Azjatyckiego Pucharu Zdobywców Pucharów, w którym jego zespół uległ 0:1 An-Nassr FC. Latem 1998 roku odszedł z klubu, figurując mimo to jako zdobywca mistrzostwa Korei Południowej za sezon ligowy 1998.
W lipcu 1998 roku Badea związał się kontraktem z Bellmare Hiratsuka. 25 lipca tegoż roku zadebiutował w J1 League w przegranym 1:4 domowym meczu z Yokohama F. Marinos. Łącznie przez rok rozegrał dla tego zespołu 20 ligowych spotkań, w których strzelił 4 bramki. Latem 1999 roku został graczem Kashiwa Reysol, z którym zdobył Puchar Ligi Japońskiej. W styczniu 2000 roku przeszedł do Avispa Fukuoka. W sezonie 2001 spadł z tym klubem do J2 League, przez co nie zdecydował się przedłużyć wygasającej umowy. Po nieudanych próbach znalezienia pracodawcy w Japonii powrócił do Rumunii i podpisał półroczny kontrakt z Extensiv Craiova (Liga II). W latach 2002–2004 grał w FC Universitatea Krajowa, pełniąc funkcję kapitana zespołu, jak również działacza. Po sezonie 2003/04 oficjalnie zakończył karierę zawodniczą.

## Kariera reprezentacyjna
29 sierpnia 1990 zadebiutował w reprezentacji Rumunii w towarzyskim meczu z ZSRR, wygranym 2:1. Ogółem w latach 1990–1992 rozegrał w drużynie narodowej 9 spotkań i zdobył 2 bramki w spotkaniach przeciwko San Marino (1990) oraz Łotwie (1992).

### Bramki w reprezentacji
| LP | Data            | Miejsce                       | Przeciwnik | Bramka | Rezultat | Ranga meczu                       |
| -- | --------------- | ----------------------------- | ---------- | ------ | -------- | --------------------------------- |
| 1. | 5 grudnia 1990  | Stadionul Național, Bukareszt | San Marino | 5:0    | 6:0      | Eliminacje Mistrzostw Europy 1992 |
| 2. | 8 kwietnia 1992 | Stadion Ghencea, Bukareszt    | Łotwa      | 1:0    | 2:0      | Mecz towarzyski                   |

## Kariera trenerska
Od października do grudnia 2003 roku jako grający trener tymczasowo prowadził FC Universitatea Krajowa w 7 spotkaniach ligowych, w których osiągnął 3 wygrane, 3 remisy i 1 porażkę. We wrześniu 2004 roku objął tymczasowo posadę szkoleniowca po Mircei Rednicu. Prowadził zespół do marca 2005 roku, notując 2 zwycięstwa, 1 remis oraz 6 przegranych.

## Działalność sportowa
W latach 2002–2004 Badea, będąc wciąż oficjalnie w kadrze zespołu, pełnił funkcję dyrektora sportowego i wiceprezydenta FC Universitatea Krajowa. Od lutego 2004 roku do marca 2005 roku prezydent klubu, w latach 2006–2012 członek rady dyrektorów. W maju 2012 roku FC Universitatea została wykluczona ze struktur FRF. W 2013 roku, przy wsparciu władz Krajowy, Badea odtworzył sekcję piłkarską CS Universitatea Krajowa, uzyskując licencję na grę w Liga II. Przez 6 miesięcy pełnił funkcję prezydenta klubu, po czym zasiadł w radzie dyrektorów. Reprezentując klub na drodze sądowej wywalczył od FC Universitatea prawo do korzystania z nazwy, barw oraz herbu.

## Działalność polityczna
W 2008 roku Badea zaangażował się w działalność polityczną oraz biznesową na rynku nieruchomości. W latach 2008–2016 zasiadał w radzie miejskiej Krajowy jako członek Partii Narodowo-Liberalnej. W 2011 roku ubiegał się o kandydaturę na urząd burmistrza Krajowy z ramienia koalicji wyborczej Unia Socjalno-Liberalna. W listopadzie 2015 roku przedstawiono go jako kandydata na urząd burmistrza z ramienia PNL. W trakcie kampanii wyborczej oskarżono go o defraudację operacyjnych funduszy europejskich i pogwałcenie planu zagospodarowania przestrzennego podczas budowy biurowca w centrum Krajowy. W wyborach zajął 2. pozycję z 13,18% głosów, przegrywając z Lią Olguțą Vasilescu (60,92%).

## Życie prywatne i wykształcenie
Pochodzi ze wsi Popânzălești w okręgu Dolj. Kształcił się w Krajowie i Bukareszcie, gdzie zdał egzamin maturalny. Studiował na Akademii Nauk Ekonomicznych w Krajowie. W 2004 roku uzyskał doktorat z nauk ekonomicznych na Wolnym Międzynarodowym Uniwersytecie Mołdawii (ULIM) w Kiszyniowie. W 2008 roku uzyskał w Krajowie tytuł magistra na kierunku zarządzanie w sporcie. Od 1993 roku żonaty z Mihaelą Eugenią (ur. 1973), z d. Cernăianu-Stoianovici, z którą ma dwóch synów: Iuliana Alexadru (ur. 1994) i Pavla Siviana (ur. 2006).

## Sukcesy

### Zespołowe
CS Universitatea Krajowa
- mistrzostwo Rumunii: 1990/91
- Puchar Rumunii: 1990/91

Samsung Blue Wings
- mistrzostwo Korei Południowej: 1998

Kashiwa Reysol
- Puchar Ligi: 1999

### Indywidualne
- wybór do drużyny sezonu K League 1: 1996